# Barbara Wilshere
Barbara Edith Eileen Wilshere (Bloemfontein, Sudáfrica, 7 de diciembre de 1959) es una actriz británica nacida en Sudáfrica que ha aparecido en teatro, cine y televisión.

## Primeros años de vida
Nacida en Bloemfontein, Sudáfrica, Barbara regresó con su familia a Cheshire en 1965. Asistió a la escuela secundaria para niñas del condado de Wilmslow y, posteriormente, a la escuela de teatro Bristol Old Vic.

## Carrera
Fue la protagonista invitada en el cuarto episodio de Sherlock Holmes ("El ciclista solitario") y fue miembro habitual del reparto en Albion Market (Carol Broadbent), The Paradise Club (Carol Kane), Between the Lines (Kate Roberts) y The Lakes (Dra. Sarah Kilbride).
Sus trabajos televisivos también incluyen EastEnders, Wallander, Doctors, Heartbeat, Pie in the Sky, Inspector Lynley, The Bill , Holby City, Judge John Deed, Casualty y Peak Practice. En 2020, interpretó el papel de Miriam Shaw en un episodio de la serie Doctors de la BBC. Interpretó a la productora de televisión Anna Instone en la miniserie de BBC One de 2023, The Reckoning.
Sus trabajos cinematográficos incluyen Dean Spanley con Peter O'Toole y Another Life con Tom Wilkinson.

## Vida personal
Barbara se casó con el actor Paul Ridley en 1989 y tienen dos hijos, Jack y Hugo.